# Иоаким (Грди)
Архиепископ Иоаким (чеш. Arcibiskup Jáchym, в миру Роман Грдый, чеш. Roman Hrdý; род. 8 марта 1973, Годонин, Моравия) — епископ Православной церкви Чешских земель и Словакии; архиепископ Бероунский (с 2015).

## Биография
Родился 8 марта 1973 года в Годонине. Детство и юность провёл со своими родителями в городе Кромержиж, где окончил гимназию.
В 1995 году защитил магистерскую работу на педагогическом факультете Университета Палацкого в Оломоуце по специальностям математика и биология. Одновременно обучался на в Оломоуцком филиале Православного богословского факультета Прешовского университета.
Прервав обучение, уехал в Россию. В 1997 году был принят в братство Троице-Сергиевой Лавры.
8 апреля того же года в стенах Лавры принял монашеский постриг с именем Иоаким, а 18 декабря епископом Оломоуцким и Брненским Христофором (Пулецем) в Троице-Сергиевой Лавре рукоположен в сан иеродиакона.
Во время пребывания в Троице-Сергиевой Лавре два года обучался в Московской духовной академии.
28 марта 1999 году в Троице-Сергиевой Лавре рукоположён сан иеромонаха.
В 2003 году назначен наместником монастыря в честь священномученика Горазда Богемского в Грубе Врбке. В 2006 году возведён в сан архимандрита.
14 февраля 2009 года в храме св. Горазда в Оломоуце состоялась его хиротония во епископа Годонинского, викария Оломоуцкой епархии. Божественную литургию и архиерейскую хиротонию архимандрита Иоакима в Оломоуцком кафедральном соборе в честь равноапостольного святителя Горазда Охридского совершили: Блаженнейший архиепископ Пражский, митрополит Чешских земель и Словакии Христофор (Пулец), митрополит Австрийский Михаил (Стаикос) (Константинопольский Патриархат), архиепископы Берлинский и Германский Феофан (Галинский) (Московский Патриархат), Оломоуцкий и Брненский Симеон (Яковлевич), и епископ Михаловский Георгий (Странский).
9 декабря 2013 года в решением Священного Синода назначен временным управляющим Пражской епархией, а 11 января 2014 года решением внеочередного XIII Поместного Собора утверждён в этой должности. В 2015 году уступил пост Михаилу (Дандару).
В декабре 2018 года Архиепископ Бероунский заявил о непризнании итогов так называемого «объединительного собора» на Украине и выступил в поддержку Блаженнейшего митрополита Онуфрия. Он сообщил, что Онуфрий — «Единственный митрополит Киевский и всея Украины. Других я не знаю. Многие лета, Ваше Блаженство!»